# Kure
Kure er en by i Japan beliggende i landsdelen omkring Hiroshima. Byen blev stiftet i 1902 og har i dag mere end 212.159 (2021) indbyggere. Frem til og med 2. verdenskrig var byen et center for det japanske militær og flåde. Byen var blandt andet hjemsted for det største slagskib nogensinde, Yamato.